# Brennania
Brennania (лат.) — эндемичный для западного побережья США и Мексики род слепней из подсемейства Pangoniinae.

## Внешнее строение
Размер от 11 до 17 мм. Тело и глаза покрыты густыми волосками, конечный членик щупиков с продольной бороздой. У самцов верхние и нижние ячейки глаз разного размера, граница между ними не резкая.

## Биология
Личинки — псаммобионты, обитают в прибрежных песчаных дюнах на глубине от 8 до 40 см. В кладке около 175 яиц. Для самок отмечено автогенное (без кровососания) развитие фолликулов первого гонотрофического цикла. Эмбриональный период длится около 9 суток.

## Таксономия и классификация
Род описан американским диптерологом Корнелиусом Филипом в 1941 году и назван в честь энтомолога Джеймса Бренана, который в 1935 году описал подрод Comops рода Apatolestes для вида Pangonia hera, описанного Робертом Романовичем Остен-Сакеном. Однако название Comops оказалось занятым. Второй вид этого рода описан в 1966 году:
- Brennania hera (Osten Sacken, 1877)typus[1]
- Brennania belkini Philip, 1966

## Распространение
Ареал рода охватывает юг штата Калифорния (США) и мексиканский штат Нижняя Калифорния.

## Охранный статус
МСОП присвоил таксону Brennania belkini охранный статус «Уязвимые виды» (VU).